# Vincenzo Raciti Romeo
Vincenzo Raciti Romeo (Acireale, 12 settembre 1849 – Acireale, 8 settembre 1937) è stato uno storico italiano.
Canonico, Cappellano della Reale Cappella di Santa Venera nella Cattedrale di Acireale, fu archivista della cattedrale di Acireale e socio bibliotecario della locale accademia zelantea. Fu studioso di storia patria e si dedicò con particolare cura alla storia della città di Acireale.
Tra le sue opere più conosciute Acireale e dintorni, guida storico monumentale, pubblicata nel 1897 e successivamente riedita, in ultimo nel 1927 (terza edizione), a cura dell'accademia degli Zelanti e dei Dafnici. Si tratta di un volume in cui, accanto al profilo storico di Acireale, vengono approfonditi in maniera sistematica i luoghi rilevanti della città e delle borgate.

## Altre opere
- Dissertazioni e ricerche archeologiche sulla vita di Santa Venera Vergine e Martire, Acireale, 1889
- Santa Venera Vergine e Martire nella Storia e nel culto dei Popoli, Acireale, 1905
- Martirio di Santa Parasceve o Venera, nota preliminare, Acireale, 1905
- Vita di Santa Venera Vergine e Martire Cittadina e Patrona Principale della Città di Acireale, Acireale, 1912
- Il duomo di Acireale, notizie storiche, Acireale, 1886
- Ancora sulle origini di Aci, Acireale, 1893
- Aci nella carestia del 1671-72, Palermo, 1897
- Aci nel secolo XVI, Palermo, 1899
- Cenni storici e documenti sulle chiese di Acireale, Palermo, 1899
- Memorie storiche e letterarie dell'Accademia degli Zelanti, Acireale, 1900
- Cronaca del Sac. Pasquale Calcerano (1656-1670), Acireale, 1913
- Cronaca del Sac. Dott. Tommaso Lo Bruno, Acireale, 1929
- La Biblioteca Zelantea di Acireale, Acireale, 1916

| Controllo di autorità | SBN CFIV074171 |